# Hepiopelmus variegatorius
Hepiopelmus variegatorius là một loài tò vò trong họ Ichneumonidae.